# مطبخ قرغيزي

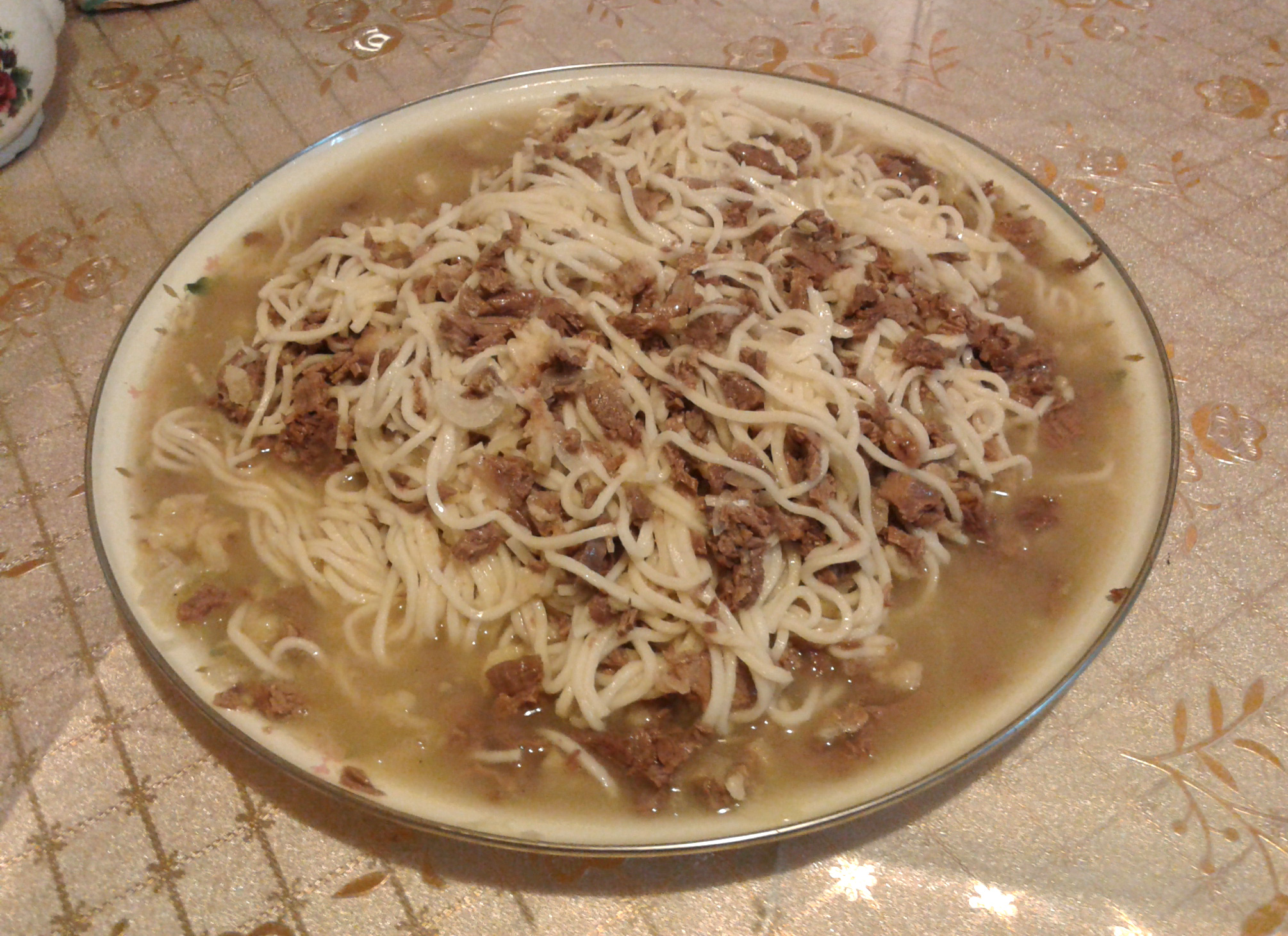
بشبرماك

المطبخ القرغيزي هو مطبخ القرغيز، الذين يشكلون غالبية سكان قرغيزستان. يتشابه المطبخ القرغيزي في العديد من الجوانب مع مطابخ جيرانه.
يتمحور الطعام القرغيزي التقليدي حول لحم الضأن واللحم البقري ولحم الخيل، فضلاً عن منتجات الألبان المختلفة. تأثرت طرق الإعداد والمكونات الرئيسية كثيراً بأسلوب الحياة البدوي التاريخي للأمة. وبالتالي، فإن العديد من تقنيات الطهي مواتية لحفظ الطعام على المدى الطويل. يعتبر لحم الضأن واللحم البقري هي اللحوم المفضلة، على الرغم من أن العديد من القرغيز في العصر الحديث غير قادرين على تحمل تكاليفها بانتظام.
تعد قرغيزستان موطناً للعديد من الجنسيات المختلفة ومطابخها المتنوعة. حيث يمكن العثور على العديد من المأكولات الوطنية والدولية في المدن الكبرى، مثل بيشكك وأوش وجلال آباد وقرة قول. تشمل المأكولات غير القيرغيزية الشائعة والمعروفة خاصةً في قيرغيزستان المأكولات الأويغورية والدنغانية والأوزبكية والتركية، والتي تُمثل أكبر الأقليات في البلاد.

## أطباق اللحوم
مثلت اللحوم بأشكالها المختلفة دائماً جزءاً أساسياً من المطبخ القرغيزي. ومن بين أطباق اللحوم الأكثر شعبية نقانق لحم الخيل (قازي أو تشوتشوك)، وكبد الغنم المشوي، وبشبرماك (طبق يحتوي على شرائح لحم مسلوق مع شعرية رقيقة)، والعديد من الأطباق الشهية الأخرى المصنوعة من لحم الخيل.

### بشبرماك
هو الطبق الوطني القرغيزي، على الرغم من أنه معروف أيضاً في كازاخستان وفي شينجيانغ (حيث يُطلق عليه اسم نارِن). ويتكون من لحم الخيل (أو لحم الضأن/اللحم البقري) المسلوق في مرق خاص به لعدة ساعات ويقدم فوق شعرية محلية الصنع مرشوشة بالبقدونس. تعني بشبارماك «خمسة أصابع» في اللغة القرغيزية، وربما سمي بهذا الاسم لأن الطبق يؤكل عادةً باليدين. يُحضَّر طبق بشبرماك في أغلب الأحيان أثناء احتفالات ولادة طفل جديد، أو عيد ميلاد هام، أو حداداً على وفاة أحد أفراد الأسرة، سواء في جنازة أو في ذكرى سنوية. وإذا استُخدِم لحم الضأن بدلاً من لحم الخيل، يوضع رأس خروف مسلوق على المائدة أمام الضيف الأكثر تكريماً، والذي يقطع أجزاء من الرأس ويقدمها للضيوف الآخرين على المائدة.